# Roberto Blandón
Roberto Blandón Rodríguez (ur. 8 marca 1961 w mieście Meksyk) – meksykański aktor telewizyjny, teatralny i filmowy. Był jednym z pierwszych aktorów, który dołączył do stacji telewizyjnej TV Azteca, później powrócił do Televisy.

## Życiorys
W wieku 19 lat studiował teatr w Instituto de Actuación de Andrés Soler. W 1983 debiutował na scenie w roli strażnika w starotestamentowym musicalu Józef Marzyciel (José el soñador). Po raz pierwszy zwrócił na siebie uwagę telewidzów w roli Marcela w telenoweli Televisa Moja druga matka (Mi segunda madre, 1989). Występował na scenie, m.in. w musicalu Les Misérables.
W latach 1990–2004 był żonaty z Reginą Marrón, z którą miał troje dzieci: syna Roberto oraz dwie córki – Susan i Reginę. W 2011 zawarł związek małżeński z Rebecą Mankitą.

## Telenowele
- 1995–1996: Maria z przedmieścia jako José María „Papacito” Cano
- 1996: Płonąca pochodnia jako Félix Flores Alatorre
- 2003–2004: Zaklęte serce jako Iván Lugo-Navarro
- 2004–2005: Serce z kamienia jako Marco Antonio Yáñez
- 2009: Mój grzech jako Paulino Córdoba
- 2007–2008: Do diabła z przystojniakami jako Domingo Echavarría
- 2008–2009: Miłosny nokaut jako Oscar Cardenas
- 2009: Mój grzech jako Paulino Córdoba
- 2010–2011: Llena de amor jako Ricardo
- 2012: Ukryta miłość jako Maximino Torreslanda
- 2013: Burza jako Armando
- 2013–2014: Qué pobres tan ricos jako Adolfo Girón
- 2014: El color de la pasión jako Alfredo Suárez
- 2015–2016: Antes muerta que Lichita jako Rafael De Toledo y Mondragón
- 2016: Po prostu Maria jako Enrique Montesinos
- 2017: Przeklęta jako Severo Trujillo
- 2017: El vuelo de la victoria jako Santiago Santibáñez y Calzada
- 2017–2018: Światło twoich oczu jako doktor Quijano
- 2021: Vencer el pasado jako Heriberto Cruz

## Nagrody
| Rok  | Nagroda      | Kategoria                                             | Sztuka teatralna                           | Rezultat |
| ---- | ------------ | ----------------------------------------------------- | ------------------------------------------ | -------- |
| 2008 | Premios ACPT | Nagroda specjalna dla najlepszego zespołu aktorskiego | Dwanaście wojowników (12 hombres en pugna) | Wygrana  |